# Тав (буква еврейского алфавита)
Тав (ивр. תָּי"ו‎ — «знак; метка») — двадцать вторая буква еврейского алфавита. В современном израильском иврите (опирающемся на сефардскую произносительную традицию) она обозначает глухой альвеолярный взрывной согласный [t], так же как и буква тет. Однако по ашкеназской традиции произносится либо как [т] (при наличии дагеша), либо как [с] (при его отсутствии).
Гематрия — 400.
Буква тав — одна из шести букв бегед-кефет, получающих дагеш каль.
В языке идиш эта буква без точки внутри обозначает звук [s] и называется сов, а с точкой — считается отдельной буквой, обозначает звук [t] и называется тов (хотя в обоих случаях используется только в заимствованиях из иврита).
В фонетическом алфавите на иврите буква тав передаётся словом «те́лем» (ивр. תֶּלֶם‎), в азбуке Морзе на иврите буква передаётся кодом − (тире), а в шрифте Брайля на иврите буква передаётся символом .

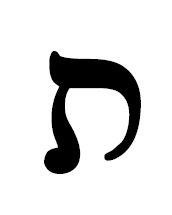
Ктав Раши
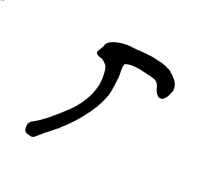
Ктав рахут